# 알버트 애먼스
알버트 애먼스(Albert Ammons, 1907년 9월 23일 ~ 1949년 12월 2일)는 미국의 재즈와 블루스, 부기우기 음악가이다.